# قادم من الضباب (مسلسل)
قادم من الضباب مسلسل اجتماعي لبناني، من تأليف وجيه رضوان وإخراج عدنان الرمحي وإنتاج مؤسسة الشرق. من بطولة كل من: محمود سعيد، ومنى واصف، وهاني الروماني، وأكرم الأحمر. عرض لأول مرة عام 1977م على تلفزيون لبنان.

## الممثلون
- محمود سعيد.
- منى واصف.
- أكرم الأحمر.
- هاني الروماني.
- يوسف شامل.
- لمياء فغالي.
- محمد خير حلواني.
- غازي قهوجي.
- سميرة بارودي.
- سامي نعنوع.[1]